# Cristina Portell Cortés
Cristina Portell Cortés (Barcelona, 25 d’abril de 1956) és una exjugadora de voleibol catalana.
Receptora, competí a l'Hispano Francés (1974-76) i Club Voleibol Sant Cugat (1976-81) a la Primera Divisió i a l'Agrupació Cultural i Esportiva Bombers (1985-86). Entre d'altres èxits, guanyà tres Copes de la Reina (1976, 1981, 1983) i aconseguí dos subcampionats de Lliga (1978-79, 1983-84). Fou internacional amb la selecció espanyola de voleibol en més de 105 ocasions, destacant la seva participació al Campionat del Món de 1982, on el combinat estatal feu el seu debut mondial. Entre d'altres reconeixements, rebé una placa conmmemorativa de la Federació Catalana de Voleibol per la seva trajectòria esportiva el 1986.